# Cosmic Causeway
Cosmic Causeway (lett. "strada rialzata cosmica"), chiamato Cosmic Causeway: Trailblazer II solo sulla copertina, è un videogioco pubblicato nel 1987 per Commodore 64 dalla Gremlin Graphics. È il seguito di Trailblazer e, come il precedente, consiste nel controllo di una sfera rotolante su un percorso con vista tridimensionale. Tra le novità rispetto al predecessore ci sono la presenza di fasi sparatutto e l'area di gioco molto ingrandita, ma è stato sacrificato il multigiocatore.

## Modalità di gioco
Il giocatore controlla una palla rotolante a scacchi bianchi e rossi, simile alla Boing ball che è uno dei simboli dell'Amiga, vista da dietro mentre avanza con visuale tridimensionale sopra un immenso piano formato da rettangoli colorati, sotto un cielo stellato.
La palla avanza verso l'orizzonte con animazione molto veloce e si può spostare a destra e sinistra, rimanendo al centro dello schermo mentre il terreno scorre di lato. Si può variare la sua velocità, saltare, e solo in alcune situazioni sparare in avanti.
Ci sono 24 livelli raggruppati in sei sezioni da quattro. Ciascun livello è un percorso rettilineo da fare fino al traguardo entro un limite di tempo.
Gli errori, come precipitare nei buchi o scontrarsi contro qualcosa, fanno perdere un po' di tempo, ma la palla viene subito rimessa in gioco. L'esaurimento del tempo fa terminare la partita. Il tempo che avanza alla fine di un livello viene aggiunto a quello per il livello successivo; solo alla fine di una sezione il tempo avanzato si converte in punteggio.
I rettangoli che compongono il pavimento possono essere di 8 diversi colori e ciascuno ha un diverso effetto quando la palla ci rotola sopra. I tipi di rettangoli sono in gran parte gli stessi del primo Trailblazer e sono i seguenti:
- marrone, terreno normale senza effetti;
- grigio, area di traguardo a fine livello;
- blu, fa saltare la palla (molto più del salto manuale);
- verde, aumenta la velocità;
- rosso, rallenta la velocità;
- viola, fa rimbalzare la palla all'indietro;
- azzurro, inverte l'effetto dei controlli destra/sinistra;
- nero, si cade nell'abisso.

Man mano che si avanza nei livelli si possono incontrare oggetti sul percorso. In alcune zone ci sono alieni da evitare, che si possono distruggere sparando. In altre zone ci sono ostacoli come alberi o massi che possono solo essere evitati. Si possono incontrare anche muri orizzontali attraversabili solo dalle porte, che si aprono e chiudono. Alla fine di ogni sezione si affronta un boss, un drago volante simile a un famoso nemico dell'arcade Space Harrier, che richiede molti colpi e sputa a sua volta palle di fuoco.
Tra un livello e l'altro è possibile acquistare dei power-up, selezionandoli da una serie di 8 icone in basso allo schermo. Lungo i percorsi si possono incontrare dischi luccicanti da raccogliere per ricevere crediti, la valuta che servirà per comprare i power-up. Ogni potenziamento dura solo per un livello. In ordine di costo crescente sono i seguenti:
- triplicazione del punteggio;
- capacità di rotolare sul soffitto, nei tratti in cui è presente, invece che sul pavimento;
- annullamento dell'effetto dei rettangoli azzurri;
- annullamento dell'effetto dei rettangoli viola;
- supervelocità, può bastare anche per sfondare i muri;
- invincibilità contro i nemici;
- annullamento dell'effetto dei rettangoli neri;
- rallentamento del contatore del tempo.

## Sviluppo
Cosmic Causeway fu sviluppato da Shaun Southern e Andrew Morris, che avevano realizzato anche il precedente Trailblazer, ma in quel caso Morris aveva disegnato solo la schermata introduttiva per Commodore 64, mentre stavolta gli è attribuita tutta la grafica.
Entrambi gli autori erano stati colpiti da Space Harrier, che ha la stessa prospettiva, ma molti più oggetti che si spostano in 3D rispetto a Trailblazer. Secondo Morris i due avevano già idee di quel genere per il seguito, ma Space Harrier gli diede ulteriore ispirazione. In particolare Southern ammette che i boss sono copiati spudoratamente da Space Harrier.
Il terreno scorrevole di Cosmic Causeway, molto più grande che in Trailblazer, non fu un problema dato che non vengono renderizzati poligoni, ma si usano trucchi con l'alternanza dei colori (color cycling).
Più difficoltosa fu la creazione di sprite per gli oggetti che cambiano dimensioni con la distanza, le cui immagini alle varie scale si dovevano disegnare a mano una a una; alle distanze più ravvicinate il gioco usa gli sprite espansi dall'hardware del Commodore 64, ma hanno aspetto più sgranato.

## Accoglienza
Cosmic Causeway fu molto apprezzato dalla critica europea per la giocabilità e la fluida grafica, ricevendo anche molti giudizi con voti complessivi di 9/10 o circa equivalenti, tra cui i riconoscimenti mensili di "Gioco caldo" da Zzap! 19 (traduzione in quel caso di Zzap!64) e "Screen star" da Commodore User 51.